# Молитвенная стена
Молитвенная стена — тип сооружений в Тибете. Как правило, такие стены из камня либо высушенного на солнце кирпича ставили посреди улиц и больших дорог в населённых пунктах, либо неподалёку от них. Протяжённость стен могла быть различной — от совсем коротких, до более километра длиной. Молитвенные стены имеют религиозное значение, поэтому их украшали барельефами с изображением различных будд и священными надписями. Воздвижение подобных стен считалось большой заслугой. 
Согласно религиозной традиции, такие стены полагалось обходить исключительно с левой стороны.